# Dune II
Dune II: The Building of a Dynasty — компьютерная игра в жанре стратегии в реальном времени по мотивам романа «Дюна» Фрэнка Герберта, разработанная компанией Westwood Studios и выпущенная в 1992 году. Dune II является одной из первых игр данного жанра, оказав существенное влияние на его развитие в целом.
На платформах Amiga и Sega Mega Drive, а также на PC в Европе игра вышла под названием Dune II: Battle For Arrakis или Dune: The Battle For Arrakis («Битва за Арракис»).
Цифру «2» в названии игра получила из-за того, что её создание издательская компания Virgin Interactive поручила двум независимым разработчикам: Cryo Interactive (Франция) и Westwood Studios (США). Игра от Cryo вышла первой, и продукт Westwood Studios автоматически получил второй номер в названии.

## Сюжет
Арракис (в просторечии — Дюна) — планета с суровым пустынным климатом, важная лишь одним: в песках встречаются месторождения ценного вещества — Пряности (спа́йса; англ. spice). Игрок берёт на себя роль командира армий одной из трёх галактических династий («домов»): Атре́йдесов, О́рдосов или Харко́нненов (Atreides, Ordos, Harkonnen). Династии Атрейдесов и Харконненов взяты из романа; дом Ордосов ни в одном из романов цикла «Хроники Дюны» не фигурировал, но был описан в «Энциклопедии Дюны».
По сюжету игры, император Фредерик IV из дома Коррино отчаянно нуждается в сборе Пряности, чтобы выплатить весь свой долг, возникший в результате междоусобных войн с членами семьи. Задача игрока — стать полноправным хозяином Дюны; для этого нужно завоевать целевую территорию, поделённую на девять секторов.
Война начинается, когда на Арракис прибывают корабли с армиями всех трёх Домов. В начальных миссиях цели состоят в том, чтобы отстроить и укрепить базу на незанятой территории Арракиса, собрать Пряность и победить первых неприятелей. Позже, когда нейтральных территорий не остаётся, все три Дома сталкиваются на границах секторов и делят между собой Арракис, игроку предстоит штурмовать и захватывать вражеские территории. Когда игрок захватит Арракис полностью, две другие вражеские фракции объединяются против него. Финальное столкновение — это битва между Домом игрока против трёх вражеских сторон (третьей силой являются войска самого Фредерика, сардаукары, неиграбельные элитные бойцы, чья тяжёлая пехота особенно сильна). Вступительные ролики, брифинг миссий и финальные ролики различны для каждого Дома в соответствии с их весьма разными политическими взглядами. Юниты и военная техника также варьируются от дома к дому.
В отличие от книг, сюжет игры был упрощён: Император пообещал передать власть над Дюной тому из трёх Домов, который добудет наибольшее количество Пряности. Также были убраны религиозные мотивы и генетические эксперименты Бене Гессерит. Ценность Пряности была изменена — он стал универсальной валютой. Идея войны в игре также изменилась: победивший в основной кампании Дом бросал вызов императору и занимал трон.

## Игровой процесс

Интерфейс игры стал шаблоном для последующих стратегий в реальном времени

В начале игры есть только сборочная площадка (construction yard), которая позволяет строить другие здания. Построив очистительный завод (refinery), можно производить сбор спайса с помощью специализированных машин — харвестеров (harvester). Переработанная Пряность переходит в эквивалент денежных единиц, и на эти средства возможно строить новые здания и нанимать войска.
В пустыне встречаются песчаные черви (sandworms), которых привлекают колебания и вибрации, возникающие при движении по песку. Червь может проглотить машину или подразделение. Уничтожить червя можно только в два этапа. После обстрела они исчезают (когда у них остается примерно половина запаса жизни), но, если играть очень долго, то они снова появляются на карте. После этого их можно снова обстреливать и в конце концов убить. Однако миссия чаще всего заканчивается раньше этого времени. С другой стороны, может быть оправданно отдать на съедение червям самые лёгкие и дешёвые машины, так как съев три-четыре любых движущихся объекта, червь насыщается и исчезает.
С каждой новой миссией в арсенале игрока появляются новые виды войск и построек; лишь к восьмой миссии он получает полный арсенал.
В восьмой миссии сражение идёт с армиями сразу двух династий. В последней, девятой, против игрока действуют сразу три базы: две противоборствующие династии и войска императора Фредерика (в порте игры на Sega Mega Drive — только две базы Императора). У императорских войск, сардаукаров (sardaukar), также есть супероружие — та же «Рука смерти» Death hand, что и у Харконненов. Кроме того, их пехота несколько мощнее.

## Отзывы и критика
| Иноязычные издания    | Иноязычные издания |
| Издание               | Оценка             |
| --------------------- | ------------------ |
| Mean Machines Sega    | 93 % (Mega Drive)  |
| MegaTech              | 91 % (Mega Drive)  |
| Mega Power            | 87 % (Mega Drive)  |
| Русскоязычные издания |                    |
| Издание               | Оценка             |
| Game.EXE              | 3,5 из 5 (DOS)     |

По данным Westwood Studios, Dune II имела коммерческий успех: к ноябрю 1996 года продажи во всём мире превысили 250 000 единиц.
В журнале Computer Gaming World в 1993 году было отмечено, что версия Dune II для ПК «легко затмевает своего предшественника с точки зрения игрового процесса <…> настоящая жемчужина», с «возможно, самыми выдающимися звуком и графикой, из когда-либо появлявшихся в стратегической игре такого рода». В результате обзора разных военно-космических игр, проведённым редакцией журнала в феврале 1994 года, игре была присуждена оценка «B+» и отмечалось, что без возможности онлайн-игры после завоевания планеты каждым из Домов игра заканчивалась. Тот же обзор в 2000 году дал игре пять звёзд из пяти, назвав её «превосходным варгеймом; отличные графика и звук доставляют удовольствие от игры». Редакция надеялась, что серия Command & Conquer станет её идейным наследником. Electronic Games присудил игре рейтинг в 92 %.
В 1993 году была выпущена версия Dune II для Amiga, она так же получила положительные отзывы. Журнал CU Amiga высоко оценил игру, рейтинг которой составил 85 %, были отмечены плавный игровой процесс и управление. В сентябре 1993 года Dune II была признана «Игрой месяца» изданием Amiga User International.
Редакция GamePro оценила версию для Sega Mega Drive на 17 баллов из 20, назвав её «одной из лучших военных стратегий для Genesis», похвалив элементы управления, оцифрованную речь, музыку и увлекательный геймплей. Electronic Gaming Monthly поставил версии для Genesis 32 балла из 40, отметив, что игровой процесс не только затягивает, но и прост в освоении, что, по их словам, очень необычно для стратегической игры. Game Informer оценил игру на 8,25 из 10.

## Влияние
Игра оказала существенное влияние на развитие жанра стратегий в реальном времени. Ни один из элементов игры не был уникальным для своего времени, однако разработчиками была представлена удачная комбинация тумана войны, микроменеджмента с помощью мыши, экономической модели, сбора ресурсов и способа отстройки базы, что стало «шаблоном» для последующих создаваемых игр жанра. Выделяют распространение с Dune II следующих игровых элементов:
- все действия происходят на одном экране;
- строительство базы как основная игровая механика, в которой задействована иерархия строительства зданий;
- постройка с помощью базы боевых юнитов, которым игроком отдаются приказы, и в дальнейшем они их выполняют в реальном времени;
- несколько типов воюющих сторон, обладающих различными характеристиками.

### Публикации
- Святослав Торик. Dune II: The Battle for Arrakis – своя планета // «PC Игры» : журнал. — Gameland Publishing, 2004. — Август (№ 08 (08)). — С. 192–195.
- Neon Knight. Романтика бескрайних песков // «Консоль» : журнал. — 2006. — Апрель (№ 04 (09)). — С. 81–82.
- Мойжес, Леонид. Dune II // Мир Фантастики. — 2021. — № Спецвыпуск #6 – Старые Добрые Видеоигры. — С. 142.
- The Making of… Dune II :  [англ.] : [арх. 27 января 2015] // Edge. — 2013. — 10 February.